# Scotty Nguyen
Thuan "Scotty" Nguyen, född 28 oktober 1962 i Nha Trang, Vietnam, är en vietnamesisk-amerikansk pokerspelare. Nguyen är en av de mest aktiva spelarna i dagens professionella poker och från 2000 till 2004 hamnade han ITM i mer än 100 tävlingar. Han vann World Series of Poker 1998 och har totalt fyra WSOP-armband.
Nguyen är känd för att säga "baby" och "yeah baby" ofta under sina pokermatcher samt att spela med mycket känslor. Han har också gjort kommentaren "That's poker baby" känd när det gäller väldigt extrema bad beats. Under den sista handen på finalbordet av main event under WSOP 1998 så låg där (9-9-8-8-8). Nguyen gav då den nu välbekanta kommentarenden till sin motståndare Kevin McBride: "You call, gonna be all over baby!" [sic]  McBride synade, och Nguyen vann med en bättre kåk (9-9-9-8-8).
Nguyen var i april 2004 med i Late Night with Conan O'Brien.
Efter att ha varit med på flera bord på World Poker Tour så vann Nguyen slutligen en tävling där i januari 2006 genom att besegra Michael Mizrachi i heads-up under tävlingen Gold Strike World Poker Open när hans A♣Q♣ resulterade i färg mot Mizrachis A♠J♦ under allra första handen av heads-up. Genom denna vinst blev Nguyen en av endast fyra spelare som vunnit både huvudtävlingen i både WSOP och WPT. 
Nguyen slutade på andra plats i 2007 års World Series of Pokers deltävling 7 card stud high/low-split, 8 or better som vanns av Eli Elezra. Efter tävlingen sa han att han inte spelat cash-games på över två år eftersom han ogillar att ta folks pengar.[källa behövs] Senare under samma WSOP slutade Nguyen elva i main event. År 2008 vann han den prestigefyllda H.O.R.S.E.-turneringen med $50 000 i inköp. 
Scotty Nguyens totala livevinster i turneringar är uppe i över $10 700 000 (september 2009).

## World Series of Poker-armband
| År   | Tävling                                     | Vinst      |
| ---- | ------------------------------------------- | ---------- |
| 1997 | $2 000 Omaha 8 or Better                    | $156 950   |
| 1998 | $10 000 No Limit Hold'em World Championship | $1 000     |
| 2001 | $2 500 Pot Limit Omaha                      | $178 480   |
| 2001 | $5 000 Omaha Hi-Lo Split Eight or Better    | $1 989 120 |
| 2008 | $50 000 H.O.R.S.E.                          | $156 950   |